# Castillo de Ugento
El Castillo de Ugento es un conjunto arquitectónico fortificado ubicado en el municipio de Ugento en la provincia de Lecce.

## Historia
El castillo se encuentra en el punto más alto de la ciudad. La distribución inicial del edificio se remonta a la fase imperial tardía, siglos III-IV d. C., posteriormente modificada y completada por los normandos a finales del año 1000. Precisamente con la llegada de los normandos renace Ugento; Se estableció una sede episcopal latina y el castillo adquirió el rango de auténtica fortaleza. En 1272, con la dominación angevina, el castillo pasó a ser real y Giovanni Conte fue elegido primer regente. El propio Carlos de Anjou estuvo alojado en el castillo en 1273. El rey, en 1275, decidió reparar la mansión empleando mano de obra local, con los fondos destinados a los castillos reales. Estas obras se ejecutaron sólo parcialmente debido a la insuficiencia de recursos financieros que, sin embargo, fueron desembolsados al año siguiente. El edificio albergó a muchas familias importantes, los Colonna, los Orsini del Balzo y los Artus.
En 1537, tras la ocupación de la ciudad por los turcos, el Castillo sufrió graves daños: dos torres fueron destruidas así como buena parte del ala occidental, la planta baja y el primer piso. En 1564, el conde Vincenzo Pandone reanudó la reconstrucción de la estructura; La obra fue continuada en 1642 por el conde Emmanuele Vaaz de Andrada. En 1643, el castillo, junto con el feudo ugentino, fue adquirido por la Casa de los Marqueses del Amor, que transformó radicalmente el edificio. Aunque residieron ocasionalmente en Ugento, los marqueses trabajaron duro para hacer suntuosa esta residencia, adaptando la antigua estructura militar a sus necesidades y ampliando las fábricas preexistentes con ambientes dotados de funcionalidad moderna y con nuevos espacios de recepción, adecuadamente decorados con ciclos pictóricos de temas mitológico. 
El castillo adquirió una nueva cara: de una sólida estructura defensiva a una suntuosa residencia marqués. Los promotores de estas intervenciones en el bienio 1694-1695 fueron los hermanos Nicola y Francesco d'Amore que construyeron, en el llamado "piano nobile", nuevas y suntuosas salas de recepción decoradas con un ciclo de frescos de inspiración griega y mitología romana, Antiguo Testamento y enriquecida con anécdotas de la historia de la antigua Roma. Es posible que estos frescos hayan sido concebidos para celebrar la afirmación social de los dos clientes. Con el paso de los años, el Castillo de Ugento cayó en un mal estado de conservación, hasta que en 2013 se iniciaron las obras de restauración que devolvieron a la estructura su antiguo esplendor.

## Arquitectura
El estilo utilizado es el barroco tardío, estilo decorativo que afectó a todos los contextos de expresión artística y fue piedra angular de un período de reconstrucción que transformó la huella arquitectónica de la zona. La temática que recorre los elementos decorativos del castillo se centra en un juego de palabras protagonizado por el apellido familiar (d'Amore) y las figuras de Venus y Cupido, divinidades clásicas del Amor, así como la herencia matrimonial establecida por Pietro Giacomo. , fundador de la Casa, para evitar la extinción de la dinastía y la división de la propiedad.
La iconografía de los frescos se basa, especialmente en la llamada "Sala Vieja", en las Metamorfosis de Ovidio, parábolas que ilustran el beneficio de contraer un buen matrimonio y proteger el patrimonio familiar. El escudo familiar, que también En una de las salas con frescos se encuentra representado por un pelícano que abre su pecho con el pico para dar su corazón y sus entrañas a sus cachorros. Los tres polluelos descansan sobre tres montículos que representan los feudos de Ugento, Ruffano y San Mango. de los cuales los d'Amores fueron marqueses. Actualmente un ala del castillo se ha transformado en un elegante complejo turístico, mientras que los antiguos almacenes albergan una escuela internacional de cocina mediterránea y salentosa.